# 186 av. J.-C.
Cette page concerne l'année 186 av. J.-C. du calendrier julien proleptique.

## Événements
- 15 décembre 187 av. J.-C. (15 mars 568 du calendrier romain) : début à Rome du consulat de Spurius Postumius Albinus et Quintus Marcius Philippus[1].
- Janvier (?) : triomphe de Cnaeus Manlius Vulso pour sa victoire contre les Galates[2].

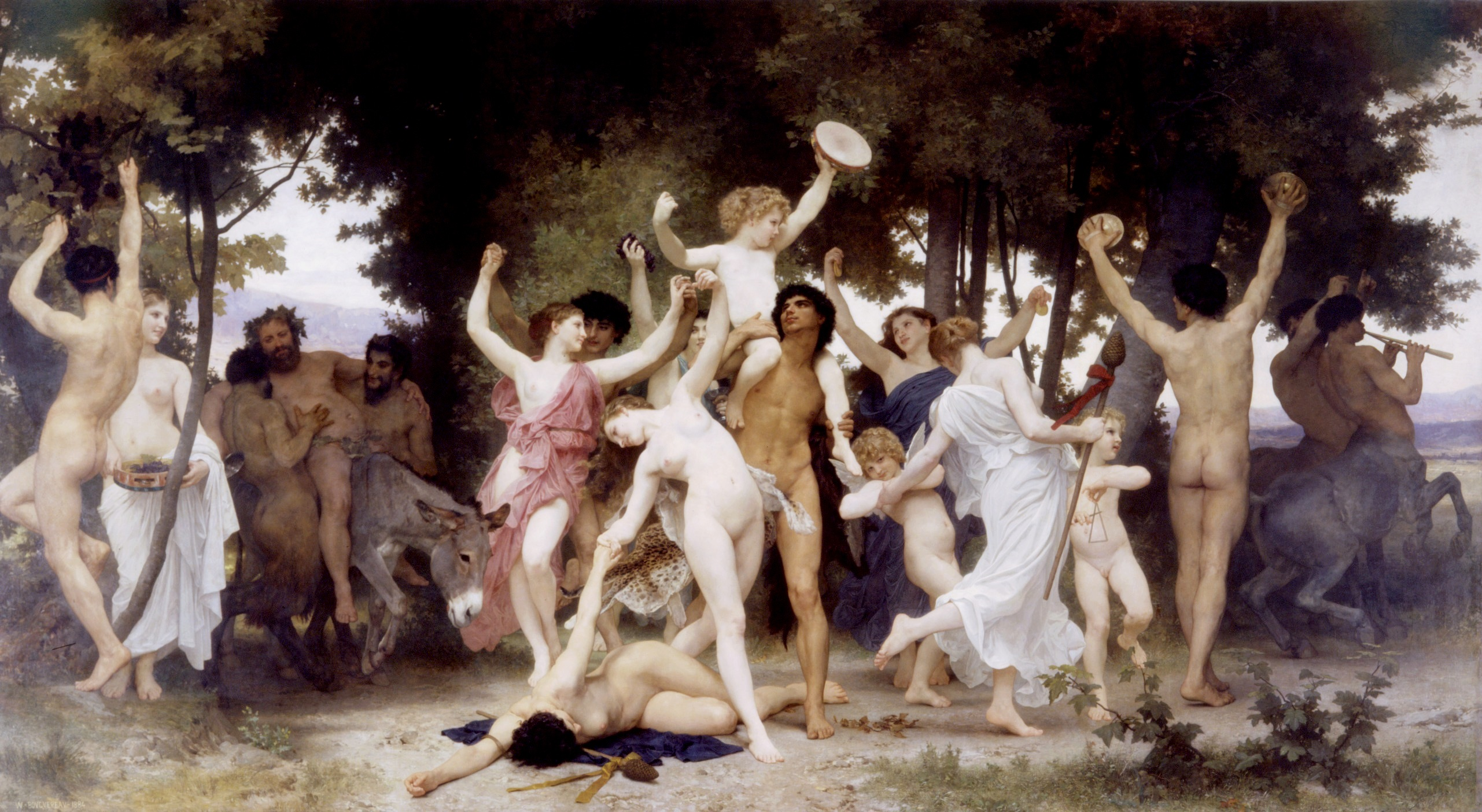
La jeunesse de Bacchus, peinture orgiaque de William Bouguereau (1884).

- 4 juillet (7 octobre  du calendrier romain) : « Affaire des Bacchanales : sénatus-consulte interdisant le culte de Bacchus en Italie[1], en raison des orgies et des meurtres rituels qui s’y déroulent. De nombreuses personnes sont impliquées (7 000 ?), parmi lesquelles des sénateurs. Certaines sont condamnées à mort[3].

- 27 août : victoire lagide sur les rebelles de Haute-Égypte[4]. Reconquête sanglante de la Thébaïde par Ptolémée V avec l'aide de mercenaires grecs.

## Naissances en 186 av. J.-C.
- Ptolémée VI Philométor, fils de Ptolémée V et de Cléopâtre Ire.